# Congrés Nacional Africà
El Congrés Nacional Africà (anglès: African National Congress, ANC) és un partit polític socialdemòcrata que governa Sud-àfrica, en una aliança en què també participen el Congrés de Sindicats Sud-africans (COSATU) i el Partit Comunista de Sud-àfrica (SACP), des de la formació del primer govern postapartheid, el maig de 1994. Va ser fundat el 8 de gener de 1912 a Bloemfontein, sota l'impuls de John Dube (primer president) i el poeta i autor Sol Plaatje entre d'altres, amb l'objectiu de defensar els drets de la població negra sud-africana. Originalment es deia South African Native National Congress, nom que va mantenir fins al 1923, quan va adoptar el de Congrés Nacional Africà. El 1961 va fundar una branca militar, anomenada Umkhonto we Sizwe ("Llança de la nació").

## Fundació
El 8 de gener del 1912 es va reunir la Conferència Unitària a Bloemfontein, que aplegà caps, reis, professionals, intel·lectuals, treballadors i agricultors negres, i en la qual es va decidir transformar la Native Education Association (NEA) i crear el Native National Congress (NNC), més tard African Native Congress (ANC). Aquest nou ens era presidit pel pedagog zulu John Dube Mafukuzela, i tenia com a secretari general el periodista Solomon Tshekisho Plaatje (1877-1932) i com a tresorer Pixley ka Izaka Seme, advocat llicenciat a Oxford i Colúmbia. El nou partit l'integraven membres de l'aristocràcia tribal tradicional (que constituïa una mena de senat al parlament), burgesos i professionals liberals. Inicialment, no eren excessivament combatius: només pretenien que la població negra tingués una certa participació en la política del país, per bé que també podien representar les aspiracions africanes d'independència i igualtat. Volien combatre la segregació per la via del diàleg i no enfrontar-se als blancs, perquè eren conservadors i havien estat educats pels missioners en el respecte dels límits morals i legals introduïts pels europeus. El 1913 van dur a terme la primera protesta contra la Native land Act mitjançant escrits que presentaven un programa de tres punts:
- Derogació de la llei
- Participació dels negres a la política.
- Enviar una delegació a Londres, presidida per Solomon Plaatge, per apel·lar a l'autoritat imperial.

Els escrits, però, foren inoperants, i la visita a Londres també, ja que la Unió Sud-africana tenia autogovern i el govern de Londres s'abstingué d'intervenir. Tornaren sense aconseguir res i desconcertats per haver fracassat en la crida a la nació més poderosa del món. La política de segregació es va anar estenent pel país, i la NNC no va tenir capacitat de respondre-hi a causa de la inoperància dels seus impulsors, que veien amb estupefacció el pas enrere que vivien els drets de la seva comunitat.

### Primeres accions
Alguns sindicats com l'Industrial Commerce Union (ICU), de Clemens Kadalie, consideraren el nou partit una plataforma per a les seves reivindicacions, però acabaren criticant amb força la seva inoperància. El 1923 la NNC canvià el seu nom pel d'African National Congress (ANC). El 1927 Josiah Gumede, president de l'ANC a la Província de Natal, fou convidat a fer un viatge a l'URSS i va assumir la direcció general al·legant que la lluita s'havia de centrar en qualsevol forma d'imperialisme, però la pressió dels notables moderats el farà dimitir el 1929. Pixley ka Izaka Seme fou nomenat nou president de l'ANC, i va permetre que el grup es perdés en la presentació respectuosa de greuges i en activitats exòtiques com la creació d'una església interconfessional africana. Alhora, els nous dirigents del Partit Comunista de Sud-àfrica (CPSA) proposaren la doble militància en el seu grup i en l'ANC, sota el lema proposat per Moscou Native Republic.
Del 1936 al 1948 l'ANC i el CPSA col·laboraren en el Consell Representatiu dels Nadius, creat per Herzog com a òrgan consultiu, malgrat algunes declaracions de principis. El fariseisme dels dirigents de l'ANC va impedir el sorgiment d'una força trencadora que apuntés al cor del sistema segregacionista. Però l'entrada al joc de J. B. M. Herzog va permetre des del 1940 certa recuperació i prestigi, en apel·lar a les frustracions dels desheretats, tot i que els presidents Seme i Mahabane convertiren la militància en residual, ja que durant la Segona Guerra Mundial només el secretari general James Calata va mantenir un cert activisme. El 1940 el metge Alfred Xuma esdevindrà president de l'ANC, i en formaran part de l'executiva els militants del CPSA Moses Kotane (secretari general), Govan Mbeki i E. Mofutatsyana. Engegarà un procés de reconstrucció financera i organitzativa que el posarà al capdavant de l'oposició extraparlamentària.

### Final de l'Apartheid
Després de vint-i-set anys de presó, Mandela va ser alliberat l'11 de febrer de 1990, i va defensar la reconciliació i la negociació amb el govern del president Frederik de Klerk. L'ANC va forjar el 1990 l'Aliança Tripartita amb el Partit Comunista de Sud-àfrica i el Congrés de Sindicats de Sud-àfrica (COSATU), que no s'han presentat a cap elecció en solitari a les eleccions posteriors.

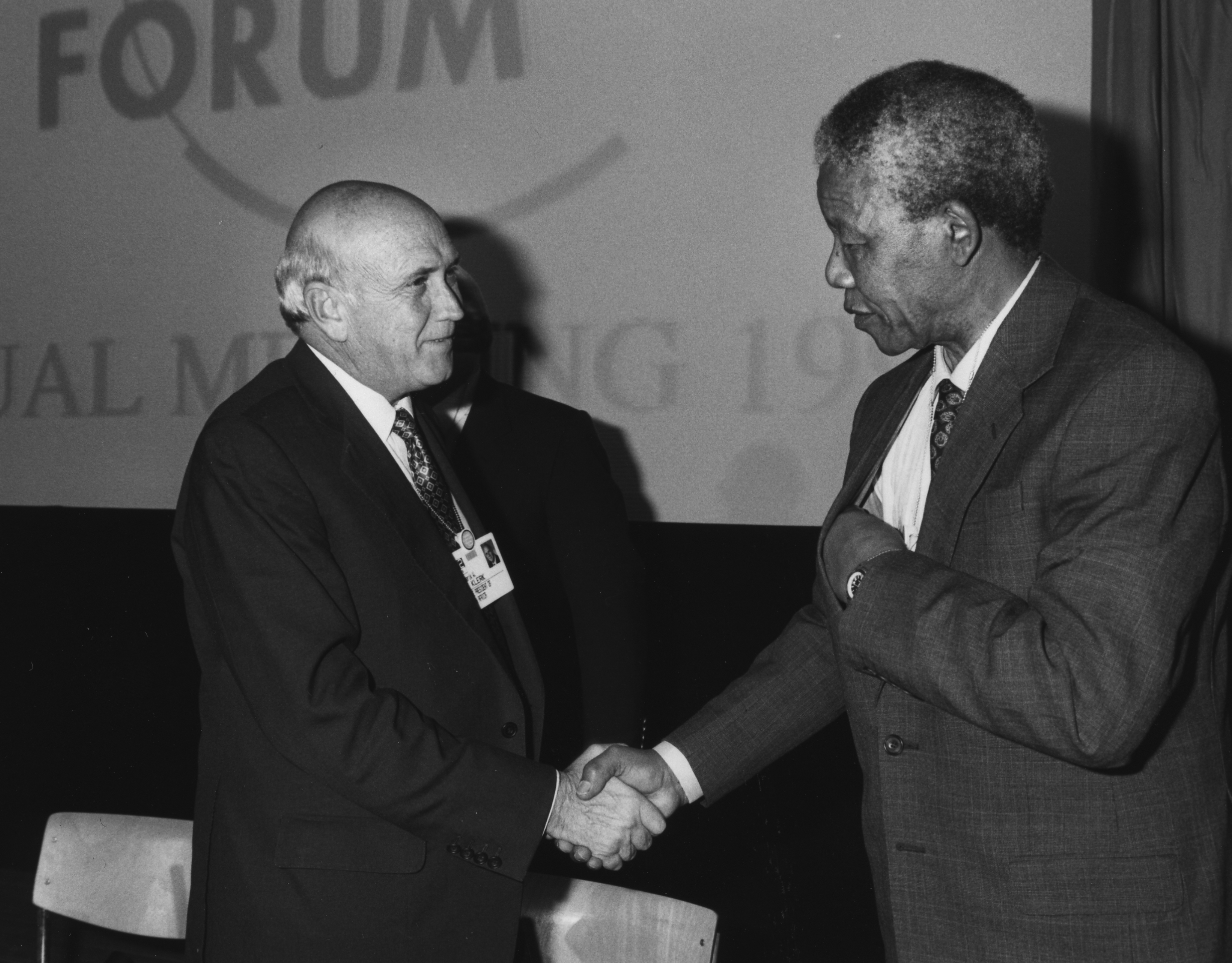
Frederik de Klerk i Nelson Mandela al World Economic Forum de Davos, 1992

El 1991, l'ANC celebrà la seva primera conferència nacional des de la seva legalització i Nelson Mandela va ser elegit president de l'organització. El seu vell amic Oliver Tambo, que havia dirigit l'ANC a l'exili durant la captivitat de Mandela, fou nomenat secretari nacional. Nelson Mandela va portar el partit a les negociacions sobre el desmantellament de l'apartheid a Sud-àfrica entre 1990 i 1994. Les negociacions varen ser de vegades tèbies, com quan el 1991 Mandela qualificà De Klerk de «dirigent d'un règim il·legítim, desacreditat i minoritari». Nelson Mandela proposà passar el dret de vot als 14 anys, proposta de la qual va ser acusat pels seus col·legues i de la que més tard comentaria «un greu error de judici».
La contínua violència política, que l'ANC atribuïa a l'estat, va provocar tensions recurrents i després de la massacre de Boipatong del juny de 1992 va anunciar que es retirava de les negociacions indefinidament. Van haver més morts en enfrontaments a Bisho, Shell House i altres enfrontaments amb forces estatals i partidaris del Partit Inkatha per la Llibertat (IFP).
Un cop es van reprendre les negociacions van donar lloc al novembre de 1993 a una Constitució provisional que va regir les primeres eleccions democràtiques de Sud-àfrica el 27 d'abril de 1994, a les que l'ANC va obtenir una majoria aclaparadora del 62,65% dels vots. Nelson Mandela va ser elegit president i va formar un Govern de coalició d'Unitat Nacional, que, segons les disposicions de la Constitució provisional, incloïa dotze representants de l'ANC, sis del PN, i tres de la IFP, i Thabo Mbeki i Frederik Willem de Klerk en foren vicepresidents. L'ANC controla el govern nacional des de llavors.

### Democràcia plena
Thabo Mbeki succeí Nelson Mandela com a president de l'ANC el desembre de 1997 i com a President de la república el 1999, sent reelegit per a un segon període l'abril de 2004. Jacob Zuma fou destituït com Vicepresident el 2005 per nombroses al·legacions de corrupció i crim organitzat derivades de la condemna del seu assessor fiscal, Schabir Shaik, per delictes de corrupció i frau. La lluita interna dins del Congrés Nacional Africà es va desencadenar el desembre de 2007 quan Jacob Zuma es va imposar a Thabo Mbeki. Zuma va ser exonerat de responsabilitat pel Tribunal Superior de Petermaritzburg el 12 de setembre de 2008 i el 20 de setembre de 2008 Mbeki va presentar la seva dimissió per haver conspirat contra el líder del partit, Jacob Zuma, perquè fos processat per corrupció, i Kgalema Mothlanthe fou designat President de Sud-àfrica el 25 de setembre de 2008 fins que i el 9 de maig de 2009, després de la dimissió de Thabo Mbeki.
Després de la victòria del CNA a les eleccions legislatives de 2009 Jacob Zuma va ser designat president de la República i el desembre del 2012 va ser reelegit president de l'ANC. Cyril Ramaphosa fou elegit president del CNA l'any 2017 i president de la República l'any 2018, després de la dimissió de Jacob Zuma, processat per corrupció, frau, extorsió i blanqueig de capitals. A les eleccions legislatives de 2019, el partit va seguint perdent suport i tot i tenir la majoria absoluta dels vots, va obtenir 230 escons.
A les eleccions municipals de 2021, el Congrés Nacional Africà va rebre menys del 50% dels vots per primera vegada a tot el país en cap elecció des del final de l'apartheid. A les legislatives de 2024, el CNA no aconseguí la majoria absoluta dels vots però seguia sent el partit més important, amb el 40,2% dels vots i 159 escons, molt per sota dels 200 necessaris per obtenir la majoria al Parlament de Sud-àfrica de 400 escons.
El 14 de juny de 2024, l'ANC, Aliança Democràtica, el principal partit de l'oposició, el Partit Inkatha per la Llibertat (IFP) i Aliança Patriòtica (AP) van reelegir Ramaphosa i acordar un govern d'unitat nacional amb ministeris encapçalats de manera rotatòria, al que es van unir el GOOD poc després de la primera sessió del Parlament, el Congrés Panafricanista d'Azània (PAC) el 19, el Freedom Front Plus (FF+) el 20, Moviment Democràtic Unit (MDU) el 21, Rise Mzansi el 22 i Al Jama-ah el 23 de juny. Les negociacions per formació de govern van tensionar l'Aliança Tripartita, i el Partit Comunista de Sud-àfrica va manifestar la seva intenció de presentar-se en solitari en el futur.

## Resultats Electorals
| Eleccions generals de Sud-àfrica | Eleccions generals de Sud-àfrica | Eleccions generals de Sud-àfrica | Eleccions generals de Sud-àfrica | Eleccions generals de Sud-àfrica | Eleccions generals de Sud-àfrica | Eleccions generals de Sud-àfrica | Eleccions generals de Sud-àfrica | Eleccions generals de Sud-àfrica |
| Any                              | Líder                            | Vots                             | %                                | Escons Assemblea                 | +/-                              | Escons Consell                   | +/-                              | Govern                           |
| -------------------------------- | -------------------------------- | -------------------------------- | -------------------------------- | -------------------------------- | -------------------------------- | -------------------------------- | -------------------------------- | -------------------------------- |
| 1994                             | Nelson Mandela                   | 12.237.655                       | 62.65                            | 252 / 400                        | Nou                              | 60 / 90                          | Nou                              | Coalició                         |
| 1999                             | Thabo Mbeki                      | 10.601.330                       | 66.35                            | 266 / 400                        | 14                               | 63 / 90                          | 3                                | Coalició                         |
| 2004                             | Thabo Mbeki                      | 10.880.915                       | 69.69                            | 279 / 400                        | 13                               | 65 / 90                          | 2                                | Majoria absoluta                 |
| 2009                             | Jacob Zuma                       | 11.650.748                       | 65.90                            | 264 / 400                        | 15                               | 62 / 90                          | 3                                | Majoria absoluta                 |
| 2014                             | Jacob Zuma                       | 11.436.921                       | 62.15                            | 249 / 400                        | 15                               | 60 / 90                          | 2                                | Majoria absoluta                 |
| 2019                             | Cyril Ramaphosa                  | 10.026.475                       | 57.50                            | 230 / 400                        | 19                               | 54 / 90                          | 6                                | Majoria                          |
| 2024                             | Cyril Ramaphosa                  | 6.459.683                        | 40,18                            | 159 / 400                        | 71                               | 43 / 90                          | 11                               | Coalició                         |